# Курдюмов, Пётр Антонович
Пётр Антонович Курдюмов (1803—1882) — русский военный деятель, генерал от кавалерии (1881).

## Биография
В службу вступил в 1821 году, с производством в офицеры. С 1851 года командир Образцового кавалерийского полка, член Комитета для составления устава кавалерийской службы и с 1856 года член Комиссии учреждённой для улучшения по военной части. В 1852 году произведён в генерал-майоры. В 1861 году произведён в генерал-лейтенанты, старший помощник начальника 2-й кавалерийской дивизии. С 1863 года начальник 7-й кавалерийской дивизии.
В 1874 году назначен членом Александровского комитета о раненых. В 1881 году произведён в генералы от кавалерии. Был награждён всеми орденами вплоть до ордена Святого Александра Невского пожалованного ему в 1876 году.